# Paradoxostoma chamberlaini
Paradoxostoma chamberlaini is een mosselkreeftjessoort uit de familie van de Paradoxostomatidae. De wetenschappelijke naam van de soort is voor het eerst geldig gepubliceerd in 1939 door Rome.